# Sedloňov
Sedloňov är en ort i Tjeckien. Den ligger i den nordöstra delen av landet, 140 km öster om huvudstaden Prag. Sedloňov ligger 650 meter över havet och antalet invånare är 251.
Terrängen runt Sedloňov är kuperad, och sluttar västerut.Runt Sedloňov är det glesbefolkat, med 11 invånare per kvadratkilometer. Närmaste större samhälle är Náchod, 13,9 km nordväst om Sedloňov. I omgivningarna runt Sedloňov växer i huvudsak blandskog.